# Тови, Джон
Сэр Джон Тови, 1-й барон Тови (англ. John Cronyn Tovey, 1st Baron Tovey, 7 марта 1885 — 12 января 1971) — британский морской офицер, принимавший участие в обеих мировых войнах, адмирал флота (с 1943 года). Вышел в отставку в 1946 году, умер в 1971 году на острове Мадейра.

## Награды
|                                   | Кавалер Большого креста ордена Бани (GCB)      | (13 апреля 1943) |
| Рыцарь-командор ордена Бани (KCB) | (1 января 1941)                                | |
|                                   | Кавалер ордена Британской империи (KBE)        | (14 октября 1941) |
|                                   | Компаньон ордена «За выдающиеся заслуги» (DSO) | (10 июля 1919) |
|                                   | Звезда «1914–1915»                             | |
|                                   | Британская военная медаль                      | |
|                                   | Медаль Победы                                  | с дубовой ветвью |
|                                   | Звезда «1939—1945»                             | |
|                                   | Атлантическая звезда                           | |
|                                   | Французская и Германская звезда                | |
|                                   | Медаль обороны                                 | |
|                                   | Военная медаль 1939–1945                       | |
|                                   | Коронационная медаль Георга VI                 | 1935 |
|                                   | Коронационная медаль Елизаветы II              | 1953 |
|                                   | Орден святой Анны 3 степени (с мечами)         | (Россия) (1 октября 1917) |
|                                   | Военный крест 1914—1918                        | (Франция) (2 ноября 1917) |
|                                   | Орден Суворова 1 степени                       | (СССР) Указом Президиума Верховного Совета СССР «О награждении орденом Суворова I степени лиц высшего командного состава Вооружённых сил Великобритании» от 19 февраля 1944 года за «выдающуюся военную деятельность и отличное руководство боевыми операциями в борьбе с общим врагом СССР и Великобритании – гитлеровской Германией». Однако он никогда не носил советскую награду. |
|                                   | Командор ордена «Легион Почёта»                | (США) (28 мая 1946) |
|                                   | Кавалер Большого креста ордена Феникса         | (Греция) (15 апреля 1947) |